# 张黎鸿
张黎鸿（1963年5月—），男，汉族，重庆永川人，中国人民解放军少将，曾任中共江苏省委常委兼江苏省军区司令员，中共十九大代表。